# Bulinus mutandensis
Bulinus mutandensis é uma espécie de gastrópode da família Planorbidae.
É endémica do Uganda.
Os seus habitats naturais são: lagos de água doce.